# Vice-président de la république d'Angola
Le vice-président de la république d'Angola (en portugais : Vice-Presidente da República de Angola) est le deuxième plus haut dirigeant du pouvoir exécutif de l'Angola. Élu sur la liste du président de la République lors des élections générales, il est chargé de l'assister dans ses fonctions et de le remplacer en cas d'empêchement ou de vacance de la fonction de ce dernier.
La fonction de vice-président est mise en place par la Constitution de 2010 en remplacement de celle de Premier ministre. L'actuelle titulaire est Esperança da Costa depuis le 15 septembre 2022.

## Élection

### Processus électoral
Le vice-président de la République est élu en même temps que le président de la République en tant que deuxième tête de liste sur laquelle ce dernier a été élu lors des élections générales.
Dans les dispositions initiales de de l'article 131 de la Constitution de 2010, le vice-président est nommé par le président de la République parmi les personnalités de la liste dans laquelle ce dernier a été élu lors des élections générales. Cette disposition n'est pas déclaré conforme par le Tribunal constitutionnel, du fait de l'absence d'élection au scrutin direct du vice-président ainsi le tribunal a demandé la révision de l'article à l'Assemblée nationale.

### Prestation de serment
Selon les dispositions de l'article 131-4 et 116 de la Constitution, le vice-président doit prêter avant sa prise de fonction, le serment suivant :

« Eu (nome completo), ao tomar posse no cargo de Vice-Presidente da República, juro por minha honra :
Desempenhar com toda a dedicação as funções de que sou investido ;
Cumprir e fazer cumprir a Constituição da República de Angola e as leis do País ;
Defender a independência, a soberania, a unidade da Nação e a integridade territorial do País ;
Defender a paz e a democracia e promover a estabili-dade, o bem-estar e o progresso social de todos os angolanos. »

— Article 116 de la Constitution

« Je (nom du titulaire), investi de la charge de vice-président de la République, jure sur mon honneur :
De loyalement remplir les fonctions dont je suis investi ;
D'observer et de faire observer la Constitution de la république d'Angola et les lois du pays ;
De défendre l'indépendance, la souveraineté, l'unité de la Nation et l'intégrité territoriale du pays ;
De défendre la paix et la démocratie et de promouvoir la stabilité, le bien-être et le progrès social de tous les Angolais. »

— Article 116 de la Constitution

## Liste des titulaires
| N° | Portrait                            | Titulaire (Naissance-Mort)                       | Mandat            | Mandat            | Mandat                     | Parti politique | Parti politique | Président de la République | Réf.  |
| N° | Portrait                            | Titulaire (Naissance-Mort)                       | Début             | Fin               | Durée                      | Parti politique | Parti politique | Président de la République | Réf.  |
| -- | ----------------------------------- | ------------------------------------------------ | ----------------- | ----------------- | -------------------------- | --------------- | --------------- | -------------------------- | ----- |
| 1  | Fernando da Piedade Dias dos Santos | Fernando da Piedade Dias dos Santos (né en 1950) | 18 février 2010   | 25 septembre 2012 | 2 ans, 7 mois et 7 jours   |                 | MPLA            | José Eduardo dos Santos    | ,     |
| 2  | Manuel Domingos Vicente             | Manuel Domingos Vicente (né en 1956)             | 26 septembre 2012 | 25 septembre 2017 | 4 ans, 11 mois et 30 jours |                 | MPLA            | José Eduardo dos Santos    | ,     |
| 3  | Bornito de Sousa                    | Bornito de Sousa (né en 1953)                    | 26 septembre 2017 | 14 septembre 2022 | 4 ans, 11 mois et 19 jours |                 | MPLA            | João Lourenço              | [ 6 ] |
| 4  | Esperança da Costa                  | Esperança da Costa (née en 1961)                 | 15 septembre 2022 | en cours          | 2 ans, 5 mois et 27 jours  |                 | MPLA            | João Lourenço              | [ 7 ] |